# Discografia di Lola Índigo
La discografia di Lola Índigo, cantante pop spagnola, è costituita da tre album in studio e oltre venti singoli, pubblicati tra il 2017 e il 2025.

## Album in studio
| Anno | Titolo    | Posizione massima |
| Anno | Titolo    | ESP               |
| ---- | --------- | ----------------- |
| 2019 | Akelarre  | 1                 |
| 2021 | La niña   | 1                 |
| 2023 | El dragón | 1                 |

## Singoli

### Come artista principale
| Anno                                                                          | Titolo                                                   | Posizione massima | Certificazioni     | Album                       |
| Anno                                                                          | Titolo                                                   | ESP               | Certificazioni     | Album                       |
| ----------------------------------------------------------------------------- | -------------------------------------------------------- | ----------------- | ------------------ | --------------------------- |
| 2018                                                                          | Ya no quiero ná                                          | 3                 | - ESP: Platino (2) | Akelarre                    |
| 2018                                                                          | Mujer bruja (con Mala Rodríguez)                         | 6                 | - ESP: Platino (2) | Akelarre                    |
| 2019                                                                          | Maldición (con Lalo Ebratt)                              | 21                | - ESP: Oro         | Akelarre                    |
| 2019                                                                          | Lola Bunny (con Don Patricio)                            | 4                 | - ESP: Platino     | La niña                     |
| 2019                                                                          | Luna                                                     | 64                |                    | Akelarre (Edición especial) |
| 2020                                                                          | 4 besos (con Lalo Ebratt e Rauw Alejandro)               | 7                 | - ESP: Platino (2) | La niña                     |
| 2020                                                                          | Mala cara                                                | 97                |                    | La niña                     |
| 2020                                                                          | Trendy (con Rvfv)                                        | 9                 | - ESP: Platino     | /                           |
| 2020                                                                          | Santería (con Danna Paola e Denise Rosenthal)            | 15                | - ESP: Platino     | Akelarre (Edición especial) |
| 2020                                                                          | Cómo te va? (con Beret)                                  | 17                | - ESP: Oro         | La niña                     |
| 2021                                                                          | Calle (con Guaynaa e Cauty)                              | 72                |                    | La niña                     |
| 2021                                                                          | Spice Girls                                              | —                 |                    | La niña                     |
| 2021                                                                          | Culo                                                     | 95                |                    | La niña                     |
| 2021                                                                          | La niña de la escuela (con Tini e Belinda)               | 9                 | - ESP: Platino (3) | La niña                     |
| 2021                                                                          | Romeo y Julieta (con Rvfv)                               | 71                |                    | /                           |
| 2022                                                                          | Las solteras                                             | 83                |                    | El dragón                   |
| 2022                                                                          | Toy Story                                                | 75                | - ESP: Oro         | La niña XXL                 |
| 2022                                                                          | An1mal                                                   | 74                |                    | El dragón                   |
| 2022                                                                          | Discoteka (con María Becerra)                            | 43                | - ESP: Oro         | El dragón                   |
| 2023                                                                          | Corazones rotos (con Luis Fonsi)                         | 41                | - ESP: Platino     | El dragón                   |
| 2023                                                                          | La santa                                                 | 32                | - ESP: Oro         | El dragón                   |
| 2023                                                                          | El tonto (con Quevedo)                                   | 1                 | - ESP: Platino (2) | El dragón                   |
| 2023                                                                          | Turismo (con Sael)                                       | —                 |                    | El dragón                   |
| 2025                                                                          | La reina (remix) (con María Becerra e Villano Antillano) | —                 |                    | /                           |
| "—" indica una pubblicazione non classificata o non pubblicata in quel Paese. |                                                          |                   |                    |                             |

### Singoli promozionali
| Anno | Titolo  | Posizione massima | Album    |
| Anno | Titolo  | ESP               | Album    |
| ---- | ------- | ----------------- | -------- |
| 2019 | Fuerte  | 48                | Akelarre |
| 2019 | El humo | 58                | Akelarre |

### Come artista ospite
| Anno                                                                          | Titolo                                                                                  | Posizione massima | Posizione massima                                | Certificazioni     | Album                |
| Anno                                                                          | Titolo                                                                                  | ESP               | scope="col" style="width:2.5em;font-size:75%;ITA | Certificazioni     | Album                |
| ----------------------------------------------------------------------------- | --------------------------------------------------------------------------------------- | ----------------- | ------------------------------------------------ | ------------------ | -------------------- |
| 2018                                                                          | Borracha (Remix) (con Yera, Juan Magán e De la Ghetto)                                  | —                 | —                                                |                    | /                    |
| 2018                                                                          | El mundo entero (con Aitana, Ana Guerra, Agoney, Raoul Vázquez e Maikel Delacalle)      | —                 | —                                                |                    | /                    |
| 2019                                                                          | Me quedo (con Aitana)                                                                   | 6                 | —                                                | - ESP: Platino     | Spoiler              |
| 2019                                                                          | Sensación de vivir (con Lalo Ebratt, Morat e Natalia Lacunza)                           | —                 | —                                                |                    | #CCME 2019           |
| 2019                                                                          | Autoestima (Remix) (con Cupido e Alizzz)                                                | 61                | —                                                |                    | /                    |
| 2020                                                                          | Problema (con Mala Rodríguez)                                                           | —                 | —                                                |                    | Mala                 |
| 2020                                                                          | Lento (Remix) (con Boro Boro e MamboLosco)                                              | —                 | —                                                |                    | /                    |
| 2020                                                                          | High (Remix) (con Maria Becerra e Tini)                                                 | —                 | —                                                |                    | /                    |
| 2020                                                                          | La tirita (con Belén Aguilera)                                                          | 32                | —                                                | - ESP: Oro         | Superpop             |
| 2021                                                                          | Demente (con Denise Rosenthal)                                                          | —                 | —                                                |                    | Todas seremos reinas |
| 2021                                                                          | Chivirika (Remix) (con El VillanoRD, Mariah Angeliq, Jon Z, Yailin La Mas Viral e Nesi) | —                 | —                                                |                    | /                    |
| 2021                                                                          | Respira (con Guaynaa)                                                                   | —                 | —                                                |                    | La república         |
| 2021                                                                          | Mañana (con Álvaro de Luna)                                                             | —                 | —                                                |                    | /                    |
| 2022                                                                          | Piketaison (con Luna Ki)                                                                | —                 | —                                                |                    | CL34N                |
| 2022                                                                          | Se pega (con Maffio Global)                                                             | —                 | —                                                |                    | Eso es mental        |
| 2022                                                                          | Humedad (Remix) (con Saiko e Alejo)                                                     | —                 | —                                                |                    | /                    |
| 2022                                                                          | Caramello (con Rocco Hunt e Elettra Lamborghini)                                        | —                 | 3                                                | - ITA: Platino (3) | Rivoluzione          |
| 2022                                                                          | Antes que salga el sol (con FMK)                                                        | —                 | —                                                |                    | /                    |
| 2022                                                                          | Se luce (con Rafa Pabön)                                                                | —                 | —                                                |                    | Dial Up              |
| 2023                                                                          | Tiki tiki (con Ptazeta)                                                                 | 100               | —                                                |                    | /                    |
| 2023                                                                          | M.A (Remix) (con BM, Callejero Fino e La Joaqui)                                        | 89                | —                                                |                    | /                    |
| "—" indica una pubblicazione non classificata o non pubblicata in quel Paese. |                                                                                         |                   |                                                  |                    |                      |